# Indigó (kémia)
Az indigó szerves vegyület, amelyet kék festékanyagként alkalmaznak. Az indigó név a görög indikosz (ινδικός = indiai) szóból származik. Spanyol közvetítéssel terjedt el.

## Története, előállítása
Az ókorban  a virágzó indigónövényt levágták, és fa kádakban erjesztették víz alatt 10–15 órán keresztül. Ennek során sárga színű oldatot kaptak, melyből a levegőn kék pelyhek formájában vált ki a nyers indigó.
Szerkezetét Adolf von Baeyer állapította meg 1868-ban, és 1880-ban a szintézisét is kidolgozta. A természetes indigót kiszorító ipari szintézis Karl Heumanntól(de) származik 1890-ből. Ma ennek módosításával, N-fenilglicinből(en) állítják elő:
|                                 |
| Karl Heumann eredeti szintézise |
|                                 |
| A módosított előállítás         |